# Festival de Saint-Sébastien 1980
La 28e édition du Festival de Saint-Sébastien s'est tenue du 13 au 24 septembre 1980. Pour la première fois depuis les éditions 1956 et 1963, le Festival ne bénéficie plus du classement en catégorie « A » (festival compétitif non-spécialisé) de la part de la FIAPF, de sorte qu'il n'est plus possible d'attribuer des récompenses officielles. En fait, la rétrogradation dans le tableau des festivals plonge Saint-Sébastien dans une crise profonde dont il ne se remet qu'en 1985, année où il récupère son classement en catégorie « A ». De 1980 à 1984, des prix sont malgré tout attribués mais de manière officieuse parmi lesquels le Prix Fipresci ou Grand prix de la critique internationale qui remplace temporairement la Coquille d'or, la récompense la plus importante décernée à Saint-Sébastien. 

## Jury
- Prix de la critique internationale : Journalistes accrédités.
- Prix des nouveaux réalisateurs : José María Berzosa, Julio Diamante (es), Mike Hodges, Janusz Kijowski et Elio Petri.

## Palmarès
- Prix de la critique internationale : Le Chef d'orchestre, d'Andrzej Wajda (Pologne)
- Prix Donostia pour les nouveaux réalisateurs : Hazal, d'Alí Ozgentürk (Turquie)